# Jerarquia digital plesiòcrona
La jerarquia digital plesiòcrona, coneguda com a PDH (Plesiochronous Digital Hierarchy) és una tecnologia utilitzada a les telecomunicacions, tradicionalment en telefonia, que permet enviar dades sobre un mateix medi (ja sigui cable coaxial, ràdio o microones) utilitzant tècniques de multiplexació per divisió de temps i equips digitals de transmissió. Molts equips basats en la jerarquia PDH estan sent reemplaçats pels de la jerarquia digital síncrona, coneguda també com a SDH, a causa de les majors capacitats de transmissió i a les seves millors condicions per a l'operació i manteniment centralitzat.
El terme plesiòcron prové del grec antic plesio, que significa a prop, i chronos, temps. Es refereixen al fet que a les xarxes PDH no existeix un únic senyal comú de sincronisme sobre el qual es regeix tots els elements de la xarxa, si no que les diferents parts de la xarxa estan quasi, encara que no perfectament, sincronitzades.
La jerarquia PDH utilitza tècniques de multiplexació per temps TDMA (Time Division Multiple Acces) i permet la transmissió de corrents de dades entre dos punts que nominalment ho fan a la mateixa velocitat, però permetent petites variacions sobre el seu valor nominal. Així, aquesta jerarquia permet que dos rellotges que treballen a la mateixa velocitat, però que no tenen cap enllaç de sincronisme entre ells, puguin treballar conjuntament.
Aquest patró jeràrquic es va desenvolupar amb l'objectiu de reduir el cost dels sistemes de transmissió. Es va veure la necessitat de multiplexar diversos senyals primaris per a obtenir un senyal de velocitat superior. Es va fer servir una tècnica d'entrellaçat de bit, en lloc d'entrellaçat de byte, i un funcionament plesiòcron per donar lloc al que es va denominar jerarquia digital plesiòcrona (PDH).

## Evolució
Any d'aparició dels diferents nivells de multiplexació de la jerarquia digital plesiòcrona europea:
| Any  | Velocitat       |
| ---- | --------------- |
| 1966 | 2,048 Mbits/s   |
| 1970 | 8,448 Mbits/s   |
| 1973 | 34,368 Mbits/s  |
| 1980 | 139,264 Mbits/s |
| 1985 | 565 Mbits/s     |

La seqüència històrica demostra el creixement exponencial de la tecnologia quant a la velocitat de treball.

## Jerarquies europees, americanes i japoneses
Hi ha tres jerarquies PDH: l'europea, l'americana i la japonesa. Totes tres es basen en la transmissió de canals de 64 kbits/s. A cada nivell de multiplexació es van augmentant el nombre de canals sobre el medi físic. És per això que les trames de diferents nivells tenen estructures i duracions diferents. A més de canals d'informació, a cada trama viatja informació de control que s'afegeix a cada nivell de multiplexació (OverHead), per la qual cosa el nombre de canals transportats en nivells superiors és múltiple del transportat en nivells inferiors, però no passa el mateix amb el règim binari.
En la taula que segueix es mostren els diferents nivells de multiplexació PDH utilitzats a Amèrica del Nord (Estats Units i Canadà), Europa i Japó.
| Amèrica del Nord | Amèrica del Nord | Amèrica del Nord | Europa      | Europa   | Europa  | Japó        | Japó     | Japó    |
| ---------------- | ---------------- | ---------------- | ----------- | -------- | ------- | ----------- | -------- | ------- |
| Denominació      | Circuits         | Mbits/s          | Denominació | Circuits | Mbits/s | Denominació | Circuits | Mbits/s |
| T1               | 24               | 1,544            | E1          | 30       | 2,048   | J1          | 24       | 1,544   |
| T2               | 96               | 6,312            | E2          | 120      | 8,448   | J2          | 96       | 6,312   |
| T3               | 672              | 44,736           | E3          | 480      | 34,368  | J3          | 480      | 32,064  |
| T4               | 2016             | 274,176          | E4          | 1920     | 139,264 | J4          | 1440     | 97,728  |

## Jerarquia europea
Aquesta jerarquia es basa en l'estàndard tècnic G.711, desenvolupat per la Unió Internacional de Telecomunicacions amb quantificació llei A, encara que, formalment, no es troba inclòs en dita jerarquia.
- ITU-T G.711 quantificació llei A:

Estàndard de la ITU-T per a la transmissió, fonamentalment, de senyals de veu, que especifica una quantificació de 8 bits per mostra, i una amplada de banda màxim del senyal d'àudio de 4 kHz (suficient per a telefonia), per tal de generar com a resultat un senyal de freqüència de 8 kHz, segons el càlcul:
```
(8 bits / mostra) * (8000 mostres / segon) = 64 kbit/s
```

L'algoritme llei A és un sistema de quantificació logarítmica de senyals d'àudio que basa el seu funcionament en un procés de compressió i expansió anomenat companding. S'aplica una compressió/expansió de les amplituds i posteriorment una quantificació uniforme. Les amplituds dels senyals d'àudio petits s'expandeixen i les amplituds més elevades es comprimeixen.
- E1 (ITU-T G.732):

És la base adoptada pel model Europeu de la jerarquia digital plesiòcrona. Va aparèixer cap a l'any 1966. Un E1 és un flux de 2,048 Mbits/s que es pot fer servir per a transmetre trenta canals de veu simultàniament (segons la norma G.711 quantificació llei A) o íntegrament per a usos no vocals, com la transmissió de dades. Concretament, s'agrupen trenta-dos canals d'informació de 64 kbit/s multiplexats a nivell de paraules de vuit bits:
- Dos canals s'utilitzen per a sincronisme i senyalització de canal.
- Trenta canals per a veu o dades.

```
(32 canals) * (64 kbits/s) = 2,048 Mbits/s
```

La velocitat del flux de dades de l'E1 la controla el rellotge de l'equip que la genera. A aquesta velocitat es permet una tolerància a la vora de ±50 ppm. Això significa que dos fluxos diferents E1 poden estar (i probablement ho estan) funcionant a velocitats lleugerament diferents un de l'altre. La trama té una llargada de 256 bits i una durada de 125 μs.
- E2 (ITU-T G.742):

Un flux de 8,448 Mbits/s E2 combina quatre fluxos E1 en un equip multiplexor. El senyal resultant pot tenir una tolerància de ±30 ppm. La trama té una llargada de 848 bits (sumant la informació de cada E1, els bits d'alineació de trama, els de control d'alineació de trama i els de possible justificació de trama), es divideix en quatre blocs de 212 bits i té una durada de 100,379 μs. La multiplexació és a nivell de bit, prenent un bit del primer flux, seguit per un bit del segon flux, després un altre del tercer i finalment un del quart.
El multiplexor introdueix bits addicionals a cada bloc per a permetre al demultiplexor de l'altre extrem descodificar cada flux E1 i així reconstruir correctament els senyals originals:
Bits de justificació: Són bits que serveixen per a compensar les petites variacions de velocitat que es poden donar entre els diferents fluxos de 2,048 Mbits/s E1. El multiplexor assumeix que els quatre fluxos 2,048 Mbits/s E1 treballen a la màxima velocitat permesa. Això significa que, en el cas que no sigui així, en algun moment el multiplexor buscarà el pròxim bit, però aquest no haurà arribat, per ser la velocitat del flux inferior a la velocitat màxima permesa. En aquest cas, el multiplexor senyalitzarà al demultiplexor, mitjançant els bits de justificació, que falta un bit. Això permet al demultiplexor ignorar aquest bit i poder reconstruir correctament els fluxos originals 2,048 Mbits/s E1. D'aquesta forma, s'assignen més bits de justificació als tributaris més lents que als tributaris més ràpids.
Paraula d'alineació de trama: Combinació fix d'uns i zeros que es transmet cada cop que es completa el procés de transmissió dels trenta-dos canals dels quatre fluxos de 2,048 Mbits/s E1.
- E3 (ITU-T G.751):

Per procediments similars s'arriba al nivell tercer (E3), constituït per quatre fluxos 8,448 Mbits/s E2 amb una velocitat final de 34,368 Mbits/s. La informació dels tributaris E2, entrellaçada a nivell de bit, es divideix en quatre blocs. La longitud de la trama total és de 1536 bits (sumant els bits de cada E2, els d'alineació de trama, els de control d'alineació de trama i els de possible justificació de trama) amb una durada de 44,692 μs. El senyal resultant pot tenir una tolerància de ±20 ppm.
- E4 (ITU-T G.751):

També per procediments similars s'arriba al quart nivell (E4), format per quatre fluxos 34,368 Mbits/s E3 i una velocitat de 139,264 Mbits/s. Aquest nivell presenta una longitud de trama de 2928 bits (sumant els bits de cada E3, els d'alineació de trama, els de control d'alineació de trama i els de possible justificació de trama) amb una durada de 21,032 μs. La informació dels tributaris es divideix en sis blocs dintre de l'E4. Finalment el senyal té una tolerància resultant de ±15 ppm.
A partir d'aquest nivell de multiplexació no existeixen patrons normalitzats pels organismes especialitzats UIT i CEPT. Els fluxos generats pels equips d'un fabricant poden ser, i generalment ho seran, incompatibles amb els d'altres. Per tant, la multiplexació de quatre fluxos 139,264 Mbits/s E3 per a crear un de 565 Mbits obligarà a que els terminals estiguin constituïts pel mateix fabricant.

## Jerarquia americana i japonesa
Aquestes dues jerarquies comparteixen els dos primers nivells de multiplexació i ambdós es basen en la codificació G.711 segons la quantificació llei Mu per a la transmissió de senyals de veu.
- ITU-T G.711 quantificació llei Mu:

Estàndard de la ITU-T per a la transmissió, fonamentalment, de senyals de veu, que especifica una quantificació de 8 bits per mostra, i una amplada de banda màxim del senyal d'àudio de 4 kHz (suficient per a telefonia), per tal de generar com a resultat un senyal de freqüència de 8 kHz, segons el càlcul:
```
(8 bits / mostra) * (8000 mostres / segon) = 64 kbit/s
```

L'algoritme llei Mu és un sistema de quantificació logarítmica de senyals d'àudio. L'algoritme explota el factor de què els nivells alts d'amplitud no necessiten tanta resolució com els baixos. Per tant, si donem més nivells de quantificació a les baixes amplituds i menys a les altes aconseguirem més resolució, un error de quantificació inferior i, per tant, una relació SNR superior que si utilitzéssim directament una quantificació uniforme per a tots els nivells del senyal.
- T1 i J1 (ITU-T G.733):

És el model base adoptat pel model Americà i Japonès. Un flux d'1,544 Mbits/s es pot utilitzar per a transmetre vint-i-quatre canals de veu, segons l'estàndard G.711 llei Mu, o únicament dades.
La trama T1 o J1 consisteix en vint-i-quatre intervals de temps de vuit bits i un bit per trama per alineació de trama i multitrama. Així tindrem una trama de 193 bits, amb una durada de 125 μs. Una multitrama ocupa dotze trames i les paraules d'alineació es transmeten entrellaçades.
```
[(8 bits / mostra * 24 canals) + 1 bit/trama (sincro)] * (8000 mostres / segon) = 1,544 Mbits/s
```

Aquest model sorgeix del fet que la companyia Bell Labs (1960) va intentar mantenir la compatibilitat amb el sistema de vint-i-quatre canals amb multiplexació per freqüència FDMA (Frequency Division Multiple Access). L'origen dels vint-i-quatre canals FDMA sorgeix d'un experiment amb un tub al vuit amb una amplada de banda de 96 kHz (equivalent a 24 canals de 4 kHz d'amplada de banda).
- T2 i J2 (ITU-T G.743):

Ordre superior a T1 o J1 que es compon de quatre fluxos d'1,544 Mbits/s T1 o J1 generant un senyal de 6.312 kbits/s.
- T3 (jerarquia americana) (ITU-T G.752):

Ordre superior a T2 o J2 que es compon de set fluxos de 6,312 Mbits/s T2 o J2 generant un senyal de 44,736 Mbits/s.
- J3 (jerarquia japonesa) (ITU-T G.752):

Ordre superior a T2 o J2 que es compon de cinc fluxos de 6,312 Mbits/s T2 o J2 generant un senyal de 32,064 Mbits/s.
- T4 (jerarquia americana):

Ordre superior a T3 que es compon de sis fluxos de 44,736 Mbits/s T3 generant un senyal de 274,176 Mbits/s. És un ordre que no es troba normalitzat.
- J4 (jerarquia japonesa) (ITU-T G.752):

Ordre superior que es compon de tres fluxos de 32,064 Mbits/s J3 generant un senyal de 97,728 Mbits/s.

## Limitacions
El procés de justificació per una banda, i per un altre el fet que la temporització vagui lligada a cada nivell jeràrquic, fan que a la pràctica sigui impossible identificar un senyal d'ordre inferior dins d'un flux d'ordre superior sense desmultiplexar completament el senyal de línia. Per tant, no és possible extraure un tributari concret.
Les diferents jerarquies plesiòcrones existents, Americana, Europea i Japonesa, fan molt difícil la compatibilitat entre elles. L'escassa normalització ha conduït a que els codis de línia, la modulació o les funcions de supervisió, siguin específiques de cada subministrador, de forma que equips de diferents fabricants són incompatibles entre si.
Les diferents trames disposen de molt poca capacitat addicional per a informació de gestió i monitoratge de la qualitat.
No disposa de mecanismes eficaços per a la protecció de seccions de xarxa o de circuits concrets i no té la flexibilitat suficient per a realitzar reencaminaments en cas de fallida.
En ser trames diferents hi haurà casos en els quals per a poder unir dos enllaços que utilitzen diferent norma calgui adaptar l'un a l'altre, en aquest cas sempre es convertirà la trama a l'usat per la jerarquia europea.